# Marie von Buddenbrock
Marie Anna Gertrud von Buddenbrock (* 3. Dezember 1883 in Forken im Kreis Fischhausen; † 6. April 1979 in Kellinghusen) war eine deutsche Kunstmalerin und Illustratorin.

## Leben
Marie von Buddenbrock entstammte dem baltischen Adelsgeschlecht Buddenbrock und war die Tochter des Gutsbesitzers Arthur von Buddenbrock und dessen Ehefrau Gertrud (* 24. Oktober 1855; † 9. März 1939), eine Tochter des preußischen Generalmajors Egmont von Reitzenstein (1819–1900). Ihre Geschwister waren:
- Axel Egmont Rudolf von Buddenbrock (* 18. März 1881; † 26. Oktober 1965) ⚭ Ada Katharine Marie Gustava von Restorff (* 5. Juni 1884; † 14. März 1978);
- Horst Werner Erich von Buddenbrock (* 9. Mai 1882 in Forken; † 18. Juni 1962) ⚭ Renata (* 9. Februar 1893; † 11. Dezember 1938), Tochter von Ulrich Albert Moritz Le Tanneux von Saint Paul (1856–1906);
- Erna Helene Elise von Buddenbrock (* 18. August 1886), ⚭ Friedrich Erdmann von Reitzenstein;
- Christa Magdalene von Buddenbrock (* 3. August 1893 in Ottlau; 11. November 1955 in Hanerau-Hademarschen)

Seit ihrem neunten Lebensjahr wuchs sie auf den Familiengütern Groß Ottlau und Klein Ottlau im Kreis Marienwerder in Westpreußen auf.
Nachdem sie von einer Privatlehrerin unter anderem im Zeichnen unterrichtet worden war, ging sie vor 1910 nach Berlin, um Unterricht im Damenatelier von Franz Skarbina (1849–1910), in dem auch Akt gezeichnet wurde, zu nehmen. Nach dem Tod von Franz Skarbina belegte sie Stunden bei Franz Seeck im Verein der Berliner Künstlerinnen. Gleichzeitig erhielt sie die Erlaubnis, im Kaiser-Friedrich-Museum drei Gemälde niederländischer Meister des 17. Jahrhunderts zu kopieren.
Nach einer mehrjährigen Ausbildungspause nahm sie ihr Studium bei der Porträt-, Genre- und Historienmalerin Clara Elisabeth Fischer (1850–1916) wieder auf. In diesem Atelier, das seit 1900 bestand und in dem auch der Leiter der Berliner Kunstakademie, Heinrich Eduard Linde-Walther, unterrichtete, waren Aktstudien möglich.
Von Beginn des Ersten Weltkrieges bis zu den letzten Monaten des Zweiten Weltkrieges lebte sie wieder auf dem elterlichen Gut und unternahm in dieser Zeit Reisen nach Estland und Finnland.
Nach ihrer Flucht nach Schleswig-Holstein lebte sie bis zu ihrem Tod in Kellinghusen. Bis ins hohe Alter bevorzugte sie eine sachlich realistische Landschaftsmalerei, daneben führte sie Porträts aus.

## Werke (Auswahl)
- Blick auf die Kellinghusener Kirche. Museum Kellinghusen.[2]
- Walter Rehders: Ländliches Kellinghusen, mit 34 Zeichnungen von Marie Baronesse von Buddenbrock. 1974.